# Dendrosenecio elgonensis
Dendrosenecio elgonensis là một loài thực vật có hoa trong họ Cúc. Loài này được (T.C.E.Fr.) E.B.Knox mô tả khoa học đầu tiên năm 1993.